# Jan Jakob Maria de Groot
Jan Jakob Maria de Groot (Schiedam, 1854. február 18. – Berlin, 1921. szeptember 24.; kínai neve pinjin hangsúlyjelekkel: Gāo Yán; magyar népszerű: Kao Jen; kínaiul: 高延.) holland sinológus, vallás- és kultúrtörténész, a leideni, majd a Berlini Egyetem professzora.

## Élete és munkássága
Jan Jakob Maria de Groot 1904-ben, Gustaaf Schlegel 1903-ban bekövetkezett halála után vette át a leideni egyetem a kínai fakultás vezetését. 1911-ben a Berlini Tudományos Akadémia tagjai közé választotta. A holland egyetemi posztjáról 1911. december 1-én lemondott, és 1912. január 1-től a Berlini Egyetem professzoraként tevékenykedett tovább egészen a kilenc évvel később, 1921-ben bekövetkezett haláláig.
Főműve a hat kötetben, 1892–1910 között megjelent The religious system of China („Kína vallás rendszere”) című monográfia-sorozata, amely a kínai vallástörténet egyik mérföldkövének és alapművének számít.

## Főbb művei
- The religious system of China. (6 kötetben, 1892‒1910)
- Sectarianism and religious persecution in China. (2 kötetben, 1903 és 1904)
- Chinesische Urkunden zur Geschichte Asiens. (két kötetben, 1921 és 1926)

### Magyarul
Egy műve magyarul is olvasható, amelyet Bakay Kornél tett közzé.
- Hunok és kínaiak. A hunok története a Kr. sz. előtti évszázadokban kínai források alapján; ford., előszó Bakay Kornél, kínai nyelvi szakértő Csornai Katalin, utószó Bárdi László; Respenna, Budapest, 2006 ISBN 963-060-526-0[2]

## Fordítás
- Ez a szócikk részben vagy egészben  a   Jan Jakob Maria de Groot című angol Wikipédia-szócikk ezen változatának fordításán alapul.  Az eredeti cikk szerkesztőit annak laptörténete sorolja fel. Ez a jelzés csupán a megfogalmazás eredetét és a szerzői jogokat jelzi, nem szolgál a cikkben szereplő információk forrásmegjelöléseként.
- Ez a szócikk részben vagy egészben  a   Jan Jakob Maria de Groot című német Wikipédia-szócikk ezen változatának fordításán alapul.  Az eredeti cikk szerkesztőit annak laptörténete sorolja fel. Ez a jelzés csupán a megfogalmazás eredetét és a szerzői jogokat jelzi, nem szolgál a cikkben szereplő információk forrásmegjelöléseként.